# Sant Laurenç de Papa
Saint-Laurent-du-Pape és un municipi francès situat al departament de l'Ardecha i a la regió d'Alvèrnia-Roine-Alps. L'any 2007 tenia 1.507 habitants.

## Demografia

### Població
El 2007 la població de fet de Saint-Laurent-du-Pape era de 1.507 persones. Hi havia 614 famílies de les quals 166 eren unipersonals (62 homes vivint sols i 104 dones vivint soles), 199 parelles sense fills, 212 parelles amb fills i 37 famílies monoparentals amb fills.
La població ha evolucionat segons el següent gràfic:
Habitants censats

### Habitatges
El 2007 hi havia 751 habitatges, 622 eren l'habitatge principal de la família, 67 eren segones residències i 62 estaven desocupats. 624 eren cases i 122 eren apartaments. Dels 622 habitatges principals, 440 estaven ocupats pels seus propietaris, 164 estaven llogats i ocupats pels llogaters i 18 estaven cedits a títol gratuït; 7 tenien una cambra, 36 en tenien dues, 99 en tenien tres, 163 en tenien quatre i 317 en tenien cinc o més. 416 habitatges disposaven pel capbaix d'una plaça de pàrquing. A 252 habitatges hi havia un automòbil i a 308 n'hi havia dos o més.

### Piràmide de població
La piràmide de població per edats i sexe el 2009 era:
| Homes | Edats   | Dones |
| ----- | ------- | ----- |
| 0     | 95 o +  | 0     |
| 0     | 90 a 94 | 16    |
| 4     | 85 a 89 | 12    |
| 12    | 80 a 84 | 16    |
| 16    | 75 a 79 | 36    |
| 24    | 70 a 74 | 24    |
| 40    | 65 a 69 | 44    |
| 44    | 60 a 64 | 32    |
| 52    | 55 a 59 | 52    |
| 40    | 50 a 54 | 68    |
| 32    | 45 a 49 | 16    |
| 32    | 40 a 44 | 44    |
| 60    | 35 a 39 | 64    |
| 48    | 30 a 34 | 32    |
| 36    | 25 a 29 | 44    |
| 28    | 20 a 24 | 28    |
| 48    | 15 a 19 | 44    |
| 60    | 10 a 14 | 32    |
| 52    | 5 a 9   | 20    |
| 56    | 0 a 4   | 32    |

## Economia
El 2007 la població en edat de treballar era de 944 persones, 672 eren actives i 272 eren inactives. De les 672 persones actives 613 estaven ocupades (333 homes i 280 dones) i 58 estaven aturades (27 homes i 31 dones). De les 272 persones inactives 89 estaven jubilades, 82 estaven estudiant i 101 estaven classificades com a «altres inactius».

### Ingressos
El 2009 a Saint-Laurent-du-Pape hi havia 637 unitats fiscals que integraven 1.578 persones, la mediana anual d'ingressos fiscals per persona era de 18.160 €.

### Activitats econòmiques
Dels 52 establiments que hi havia el 2007, 2 eren d'empreses alimentàries, 3 d'empreses de fabricació d'altres productes industrials, 12 d'empreses de construcció, 13 d'empreses de comerç i reparació d'automòbils, 2 d'empreses de transport, 5 d'empreses d'hostatgeria i restauració, 1 d'una empresa financera, 3 d'empreses immobiliàries, 4 d'empreses de serveis, 4 d'entitats de l'administració pública i 3 d'empreses classificades com a «altres activitats de serveis».
Dels 13 establiments de servei als particulars que hi havia el 2009, 1 era una oficina de correu, 1 taller de reparació d'automòbils i de material agrícola, 3 paletes, 1 guixaire pintor, 2 fusteries, 1 lampisteria, 3 electricistes i 1 perruqueria.
Dels 6 establiments comercials que hi havia el 2009, 1 era una botiga de menys de 120 m², 2 fleques, 1 una carnisseria, 1 una llibreria i 1 una botiga d'equipament de la llar.
L'any 2000 a Saint-Laurent-du-Pape hi havia 24 explotacions agrícoles que ocupaven un total de 468 hectàrees.

## Equipaments sanitaris i escolars
El 2009 hi havia 2 escoles elementals.

## Poblacions més properes
El següent diagrama mostra les poblacions més properes.